# Gniewino

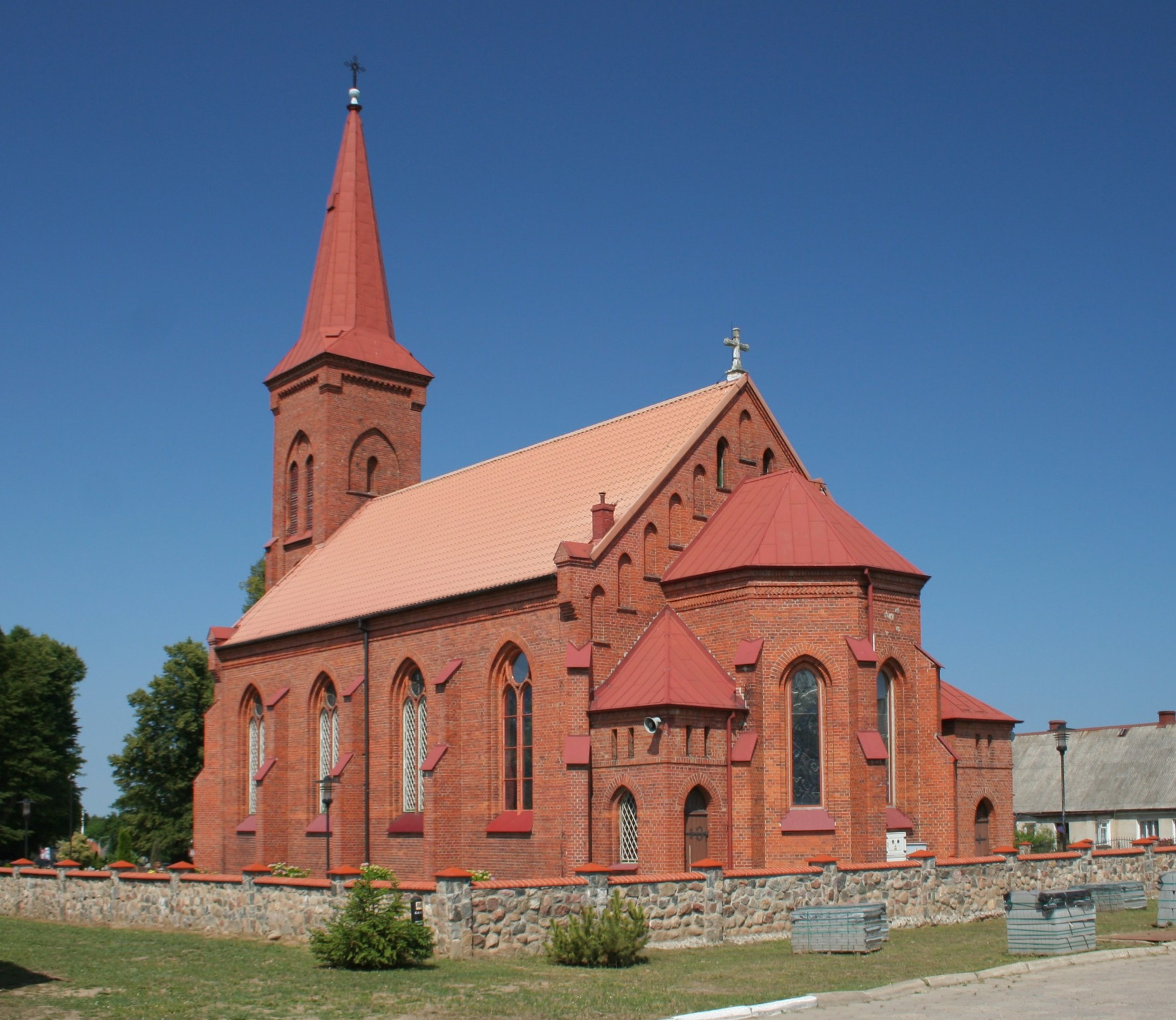

Gniewino (em cassubiano: Gniéwino) é uma aldeia localizada no Condado de Wejherowo. 